# Аррабаль, Фернандо
Ферна́ндо Арраба́ль (исп. Fernando Arrabal Terán; род. 11 августа 1932, Мелилья, Испания) — испанский сценарист, драматург, кинорежиссёр

, актёр, прозаик и поэт. Живёт во Франции с 1955 года.
Аррабаль — режиссёр семи полнометражных фильмов; опубликовал более 100 пьес, 14 романов, 800 стихов; несколько эссе и своё знаменитое «Письмо генералу Франко», где рассказывает о жизни Франсиско Франко — правителя и диктатора Испании.
Полное собрание пьес Аррабаля было переведено на несколько языков и выпущено в трёх томах. Театральный критик «The New York Times» Мэл Гуссов назвал Аррабаля последним выжившим среди трёх людей, олицетворяющих модернизм.
В 1962 году Аррабаль вместе с Алехандро Ходоровски и Роланом Топором основывает объединение «Паника» (Mouvement panique). Назвавшиеся в честь греческого бога плодородия и дикой природы Пана и вдохновлённые творчеством Луиса Бунюэля и «Театром Жестокости» Антонена Арто члены нового объединение в своих представлениях старались максимально шокировать и эпатировать публику.

## Детство (1932—1946)
Фернандо Аррабаль, сын художника Фернандо Аррабаля Старшего (Fernando Arrabal Ruiz) и Кармен Гонсалес, родился в Мелилье 11 августа 1932 года.
17 июля 1936 года произошло восстание против конституционного правительства Второй Испанской Республики, которое послужило началом испанской гражданской войны. Отец Фернандо Аррабаля оставался верным идеалам республики, поэтому впоследствии он был приговорён к смертной казни. Однако приговор вскоре был заменён на 30-летнее заключение.
Через некоторое время Аррабаль Старший был переведён в другую тюрьму, где он пытался покончить с собой. И, наконец, 4 декабря 1941 он был отправлен в клинику для душевнобольных. Однако позже было выяснено, что психические расстройства были всего лишь актёрской игрой, имевшей своей целью перевод в учреждение с ослабленной охраной. И 29 декабря 1941 года Фернандо Аррабаль Старший сбежал из госпиталя в одной пижаме. Несмотря на то, что его поиски продолжались в течение года, больше его никто не видел.
В 1936 году Фернандо вместе с матерью переехали в Сиудад-Родриго.
В 1936 году Фернандо был зачислен в местную католическую школу, где проучился до 1940 года, потому что после окончания гражданской войны вместе с матерью переехал в Мадрид.
В 1941 Фернандо Аррабаль был отмечен наградой как одарённый ребенок. Он продолжил обучение в церковно-приходской школe (Las Escuelas Pías de San Antón), где до него учились Виктор Гюго и Хасинто Бенавенте.
Позднее Аррабаль учился также в другом мадридском колледже (Colegio Padres Escolapios de Getafe).

## Проза
1. Ваал Вавилонский  (исп. Baal Babilonia) (1959) , ed. Julliard, París; Destino, Barcelona 1977.
2. Похороны сардины (исп. El entierro de la sardina), ed. Julliard, París, 1960; Barcelona, Destino, 1984.
3. Аррабаль проводит церемонию смущения (фр. Fêtes et rites de la confusion) (Arrabal celebrando la ceremonia de la confusión), ed. Losfeld, París, 1960; Barcelona, Destino, 1983.
4. Ладья, раненная молнией (исп. La torre herida por el rayo), Barcelona, Destino, 1983
5. Освещенный камень (исп. La piedra iluminada) (La Reverdie), ed. Christian Bourgois, Paris, 1971; Barcelona, Destino, 1983.
6. Красная мадонна (исп. La virgen roja), Barcelona, Seix Barral, 1987.
7. Дочь Кинг-Конга (исп. La hija de King Kong), Barcelona, Seix Barral, 1988;
8. Необычайный крестовый поход влюбленного кастрата (исп. La extravagante cruzada de un castrado enamorado), Barcelona, Seix Barral, 1990.
9. Убивица из Зимнего сада (исп. La matarife en el invernadero) (La tueuse du jardin d'hiver), prólogo de Milan Kundera, Libros del innombrable, Zaragoza, 1993; ed. Écriture, Paris, 1994
10. Ломка (или на игле) (исп. El Mono), Planeta, Barcelona, (1994)
11. Левитация (Канатоходец Бога) (исп. Levitación) (Le funambule de Dieu), Barcelona, Seix Barral, 1997, ed. Écriture, Paris, 1998
12. Церемония по брошенному лейтенанту (исп. Ceremonia por un teniente abandonado) (Porté disparu), Espasa Madrid 1998; ed. Plon,París, 2000
13. Шампанское для всех (исп. Champagne pour tous), Libros del innombrable, Zaragoza y ed. Stock, París, 2002.
14. Как рай психов (исп. Como un paraíso de locos), Bruguera, Barcelona, 2008.

Из них на русский переведены:
1. Необычайный крестовый поход влюбленного кастрата, М., Текст, 2003,ISBN 5-7516-0347-8
2. Красная мадонна,  М., Текст, 2002, ISBN 5-7516-0292-7
3. Убивица из Зимнего сада, М., Эксмо, 2006, ISBN 5-699-15997-5
4. Канатоходец Господа Бога, М., Эксмо, 2006, ISBN 5-699-10146-2

## Драматургия
1952.- Le toit (inédita)
1952.- Le Char de foin (inédita)
1952.- La blessure incurable (inédita)
1952.- Pic nic
1953.- El triciclo
1955.- Fando y Lis
1956.- Ceremonia por un negro asesinado
1956.- Los dos verdugos
1956.- El laberinto
1957.- Oración
1957.- El cementerio de automóviles
1957.- Orquestación teatral. En 1967 cambia de nombre por Dios tentado por las matemáticas
1957.- Los cuatro cubos
1957.- Los amores imposibles
1958.- Concierto en un huevo
1958.- La primera comunión
1959.- Guernica
1959.- La bicicleta del condenado
1963.- El gran ceremonial
1963.- Strep-tease de los celos
1963.- La coronación (El lay de Barrabás)
1966.- La juventud ilustrada
1966.- ¿Se ha vuelto Dios loco?
1966.- Una cabra sobre una nube
1966.- El arquitecto y el emperador de Asiria
1967.- El jardín de las delicias
1967.- Ars Amandi
1968.- Bestialidad erótica
1968.- Una tortuga llamada Dovtoievski
1972.- El cielo y la mierda (I)
1968.- La aurora roja y negra
1968.- Una naranja sobre el monte de Venus
1969.- …Y pusieron esposas a las flores
1970.- Bella ciao
1971.- La gran revista del siglo XX
1973.- La marcha real
1974.- En la cuerda floja (Balada del tren fantasma)
1974.- Jóvenes bárbaros de hoy (Ruedas de infortunio)
1975.- La marcha real
1976.- Oye, Patria, mi aflicción (La torre de Babel)
1976.- El cielo y la mierda (II)
1977.- Róbame un milloncito
1977.- Apertura orangután
1977.- Punk y punk y colegram
1979.- El rey de Sodoma
1980.- Inquisición
1982.- El triunfo extraordinario de Jesucristo, Karl Marx y William Shakespeare (El hombre del sombrero de porcelana)
1982.- Levántate y anda
1982.- Los borregos llegan en zancos a toda mecha
1983.- Tormentos y delicias de la carne
1983.- Le cheval-jument ou hommage à John Kennedy T.
1984.- La ciudad cuyo príncipe era una princesa
1984.- Breviario de amor de un halterófilo
1985.- La travesía del imperio (La guerra de las estrellas con puerto Rico en las trincheras)
1986.- Una doncella para un gorila
1986.- La princesa Pitusa (Las cucarachas de Yale)
1988.- La madonne rouge
1989.- La noche también es un sol
1990.- La carga de los centauros
1990.- Como lirio entre espinas
1990.- La estrepitosa risa de los liliputienses
1990.- Roues d'infortune
1994.- Lully
1999.- Carta de amor (Como un suplicio chino)
2002.- Claudel y Kafka
2010.- Espéreme en el cielo, amor adorado (L'Adieu aux dinosaures)
Из них на русский переведены:
- «Пикник» / Пер. с исп. Ш. Мижи (антология "Театр парадокса", сост. Игорь Дюшен) — М.: Искусство, 1991 г.
- «Эротическое зверство» / Пер. с исп. Д. Безносова  — Опустошитель № 8, М.: Опустошитель, 2012 г..
- «Лабиринт» / Пер. с исп. Д. Безносова  — Опустошитель № 9, М.: Опустошитель, 2013 г..
- «Фандо и Лис» / Пер. с исп. М. Вега Матеоса и К. Мищенко (сборник "100 уважительных причин незамедлительно покончить с собой") — М.: Опустошитель, 2014 г.
- «Герника» / Пер. с исп. П. Рыжакова,  Носорог № 18, М.: Носорог, 2023 г.

Последний раз Фернандо Аррабаль посещал Россию в 2004 году   в связи с премьерой своей пьесы «Письмо любви» в театре «Эрмитаж».

## Фильмография

### Режиссёр
1. 1971 — Да здравствует смерть / Viva la muerte
2. 1973 — Я пойду как бешеный конь / J'irai comme un cheval fou
3. 1975 — Дерево Герники / L'Arbre de Guernica
4. 1982 — Император Перу / The Emperor of Peru
5. 1983 — Кладбище автомобилей / Le cimetiere des voitures (ТВ)
6. 1982 — Прощай, Вавилон! / Farewell, Babylon!

### Актёр
1. 1966 — Кто вы, Полли Магу?
2. 1967 — Le lapin de Noël (ТВ)
3. 1968 — Le grand cérémonial
4. 1968 — Piège
5. 1976 — Подполье и эмигранты
6. 1979 — Гамбургская болезнь
7. 2006 — Авида
8. 2008 — Возможность острова

### Сценарист
1. 1962 — Picknick im Felde
2. 1964 — De picknick (ТВ)
3. 1965 — Guernica — Jede Stunde verletzt und die letzte tötet (ТВ)
4. 1965 — Picknick på slagfältet (ТВ)
5. 1968 — Le grand cérémonial
6. 1968 — Фандо и Лис
7. 1971 — Automobilkirkegården (ТВ)
8. 1971 — Да здравствует смерть
9. 1973 — Я пойду как бешеный конь
10. 1973 — Piknik na frontu (ТВ)
11. 1975 — Дерево Герники
12. 1982 — Император Перу
13. 2008 — Возможность острова